# شبکه وارون

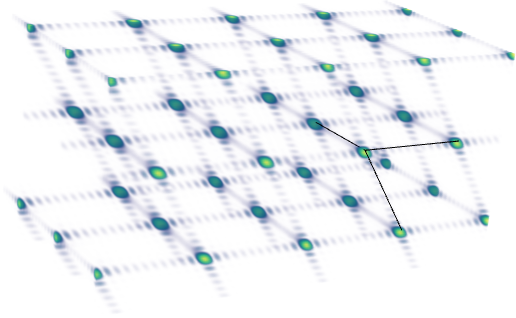
شبکه متقابل تولید شده توسط کامپیوتر از یک کریستال سه بعدی مونوکلینیک خیالی.

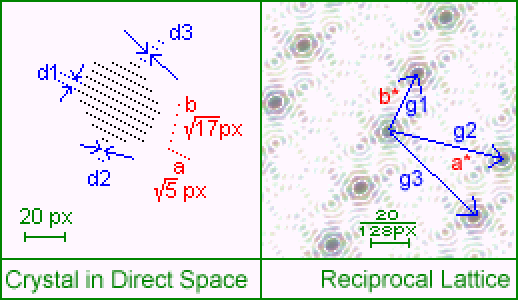
یک کریستال دو بعدی و شبکه متقابل آن

در فیزیک، شبکه وارون نشان دهنده تبدیل فوریه یک شبکه (گروه) دیگر (معمولاً یک شبکه براوه) است. معمولا شبکه اولیه (که تبدیل آن توسط شبکه وارون نشان معرفی می‌شود) یک تابع فضایی متناوب در فضای واقعی است که به عنوان شبکه مستقیم شناخته می‌شود. در حین که شبکه مستقیم در فضای واقعی وجود دارد و معمولاً به عنوان یک شبکه فیزیکی شناخته می‌شود (مانند شبکه یک کریستال)، شبکه وارون در فضای فرکانس‌های فضایی وجود دارد که به عنوان فضای وارون یا فضای k شناخته می‌شود که در آن {\displaystyle \mathbf {k} } به بردار موج اشاره دارد. در فیزیک کوانتوم، فضای وارون با توجه به معادله {\displaystyle \mathbf {p} =\hbar \mathbf {k} } به فضای تکانه بسیار نزدیک است، که در آن {\displaystyle \mathbf {p} } بردار تکانه است و {\displaystyle \hbar } ثابت پلانک است. شبکه وارون یک شبکه وارون با شبکه مستقیم اولیه برابر است، به دلیل این که معادلاتی که برایش تعریف شده با توجه به بردارهای فضای واقعی و وارون متقارن هستند. از نظر ریاضی، بردارهای شبکه مستقیم و وارون به ترتیب بردارهای کوواریانت و متضاد را معرفی می‌کنند.
شبکه وارون مجموعه تمام بردارهای {\displaystyle \mathbf {G} _{m}} است، که بردارهای موج‌های صفحه‌ای در سری فوریه تابع فضایی هستند که تناوب آن با شبکه مستقیم {\displaystyle \mathbf {R} _{n}} یکسان است. هر موج صفحه‌ای در این سری فوریه فاز یا فازهای برابری دارد که با ضرب کردن آن در {\displaystyle 2\pi } در هر نقطه شبکه مستقیم متفاوت می‌شوند (بنابراین اساساً فاز یکسان در تمام نقاط شبکه مستقیم).
شبکه متقابل نقش مهم و اساسی در بیشتر مطالعات تحلیلی ساختارهای تناوبی، به ویژه در تئوری پراش دارد. در پراش نوترون، هلیوم و پراش پرتو ایکس، به علت شرایط لائو، تفاوت تکانه بین پرتوهای ایکسی که وارد می‌شوند و اشعه ایکسی که پراش شده از یک کریستال یک بردار شبکه وارون است. الگوی پراش یک کریستال می‌تواند برای تعیین بردارهای وارون شبکه استفاده شود. با استفاده از این فرایند، می‌توان آرایش اتمی یک کریستال را استنباط کرد.

## توضیحات مبتنی بر موج

گونه‌های جذب شده روی سطح با روبنای ۱×۲ باعث ایجاد نقاط اضافی در پراش الکترون کم انرژی (LEED) می‌شوند.

### فضای وارون
فضای وارون (که k -space نیز نامیده می‌شود) راهی برای تصور نتایج تبدیل فوریه یک تابع فضایی ایجاد می‌کند. نقش آن شبیه به حوزه فرکانسی که از تبدیل فوریه یک تابع زمانی به وجود آمده‌است. فضای وارون فضایی است که بر روی آن تبدیل فوریه یک تابع فضایی در فرکانس‌های فضایی یا بردار موج امواج صفحه تبدیل فوریه نشان داده می‌شود. دامنه خود تابع فضایی اغلب به عنوان فضای واقعی اشاره می‌شود. در کاربردهای فیزیکی، مانند کریستالوگرافی، هر دو فضای واقعی و وارون در بیشتر مواقع دوبعدی یا سه بعدی هستند. با این که ابعاد فضایی این دو فضای مرتبط برابر خواهند بود، فضاها در واحدهای طول خود متفاوت خواهند بود، تا وقتی که فضای واقعی دارای واحدهای طول L باشد، فضای وارون آن دارای واحدهای یک تقسیم بر طول L یا معکوس L خواهد بود. (وارون طول).
فضای وارون در رابطه با امواج، هم مکانیک کلاسیک و هم مکانیک کوانتوم، وارد بازی می‌شود؛ زیرا یک موج صفحه سینوسی با دامنه واحد را می‌توان به عنوان یک جمله تناوبی {\displaystyle \cos {(kx{-}\omega t{+}\phi _{0})}}, با فاز اولیه {\displaystyle \phi _{0}}, ،عدد موج زاویه ای {\displaystyle k} و فرکانس زاویه ای {\displaystyle \omega },، می‌توان آن را تابعی از هر دو {\displaystyle k} و {\displaystyle x} در نظر گرفت (و بخشی که زمان در آن متغیر است عنوان تابعی از هر دو {\displaystyle \omega } و {\displaystyle t}).این نقش تکمیل کننده {\displaystyle k} و {\displaystyle x} منجر به تجسم آنها در فضاهای مکمل (فضای واقعی و فضای وارون) می‌شود. تناوب فضایی این موج با طول موج آن یعنی لاندا تعریف می‌شود، که {\displaystyle k\lambda =2\pi }; پس عدد موج آن در فضای وارون {\displaystyle k=2\pi /\lambda }. خواهد بود.
در سه بعد، معادله مربوطه صفحه موج تبدیل می‌شود به {\displaystyle \cos {(\mathbf {k} {\cdot }\mathbf {r} {-}\omega t{+}\phi _{0})}},، که ساده شده آن می‌شود{\displaystyle \cos {(\mathbf {k} {\cdot }\mathbf {r} {+}\phi )}} در یک زمان ثابت{\displaystyle t},که در آن  {\displaystyle \mathbf {r} } بردار موقعیت یک نقطه در فضای واقعی است و اکنون {\displaystyle \mathbf {k} =2\pi \mathbf {e} /\lambda } بردار موج در فضای وارون سه بعدی است. (اندازه بردار موج را عدد موج می‌گویند) ثابت {\displaystyle \phi } فاز جبهه موج (صفحه فاز ثابت) از مبدأ است {\displaystyle \mathbf {r} =0} در زمان {\displaystyle t}, و {\displaystyle \mathbf {e} } یک بردار واحد عمود بر این جبهه موج است. جبهه موج با فاز {\displaystyle \phi +(2\pi )n} ، که در آن {\displaystyle n} هر عدد صحیح را نشان می‌دهد، که دارای مجموعه ای از صفحات موازی است که فاصله آن‌ها با طول موج {\displaystyle \lambda } برابر است.

### شبکه وارون
در کل، یک شبکه هندسی یک آرایه نامتناهی و منظم از راس‌ها (نقاط) در فضا است که می‌تواند به صورت برداری به عنوان شبکه براوه مدل شود. برخی از شبکه‌ها ممکن است کج یا به عبارتی دیگر پیچ خورده باشند، به این معنی که خطوط اولیه آنها ممکن است لزوماً در زاویه درست و ۹۰ درجه خود نباشند. در فضای وارون، یک شبکه وارون به عنوان مجموعه ای از بردارهای موج {\displaystyle \mathbf {k} } تعریف می‌شود. از امواج صفحه در سری فوریه هر تابع {\displaystyle f(\mathbf {r} )} که تناوب آن با یک شبکه مستقیم اولیه در فضای واقعی سازگار است. به همین منوال، یک بردار موج یک راس شبکه وارون است اگر به یک صفحه موج در فضای واقعی که فاز آن در هر زمانی که داده می‌شود برابر باشد (در واقع با {\displaystyle (2\pi )n} با یک عدد صحیح {\displaystyle n}) در هر رأس شبکه مستقیم.
یک رویکرد ابتکاری برای ساخت شبکه وارون در سه بعد، نوشتن بردار موقعیت یک راس شبکه مستقیم به صورت {\displaystyle \mathbf {R} =n_{1}\mathbf {a} _{1}{+}n_{2}\mathbf {a} _{2}{+}n_{3}\mathbf {a} _{3}}, است که {\displaystyle n_{i}} عددهای صحیحی هستند که راس را تعریف می‌کنند و {\displaystyle \mathbf {a} _{i}}‌ها بردارهای انتقال اولیه مستقل خطی (یا به اختصار بردارهای اولیه نامیده می‌شوند) هستند که نشانی از شبکه هستند. سپس یک صفحه موج منحصر به فرد (تا یک صفحه منفی ایجاد شود) وجود دارد که جبهه موج آن که مبدأ گذر می‌باشد({\displaystyle \mathbf {R} =0})شامل نقاط شبکه مستقیم در {\displaystyle \mathbf {a} _{2}} و {\displaystyle \mathbf {a} _{3}}, و جبهه موج مجاور آن (که فاز آن با {\displaystyle 2\pi } یا {\displaystyle -2\pi } نسبت به جبهه موجی که از مبدأ می‌گذرد فرق می‌کند) از {\displaystyle \mathbf {a} _{1}} عبور می‌کند. بردار موج زاویه ای آن شکل {\displaystyle \mathbf {b} _{1}=2\pi \mathbf {e} _{1}/\lambda _{1}}, می‌گیرد که {\displaystyle \mathbf {e} _{1}} بردار واحد عمود بر این دو جبهه موج مجاور است و طول موج {\displaystyle \lambda _{1}} است باید در معادله{\displaystyle \lambda _{1}=\mathbf {a} _{1}\cdot \mathbf {e} _{1}} صدق کند، یعنی که {\displaystyle \lambda _{1}} برابر با فاصله بین دو جبهه موج است. از این رو توسط تولید شدنش {\displaystyle \mathbf {a} _{1}\cdot \mathbf {b} _{1}=2\pi } و {\displaystyle \mathbf {a} _{2}\cdot \mathbf {b} _{1}=\mathbf {a} _{3}\cdot \mathbf {b} _{1}=0}. خواهد شد.
با چرخش در میان اندیس‌ها به نوبت، همان راه قبلی، سه بردار موج را تولید خواهد کرد {\displaystyle \mathbf {b} _{j}} با {\displaystyle \mathbf {a} _{i}\cdot \mathbf {b} _{j}=2\pi \,\delta _{ij}}، جایی که دلتای کرونکر {\displaystyle \delta _{ij}} برابر یک می‌باشد زمانی که {\displaystyle i=j} است، در غیر این صورت صفر است. {\displaystyle \mathbf {b} _{j}} شامل مجموعه ای از سه بردار موج اولیه یا سه بردار انتقال اولیه برای شبکه وارون است که هر کدام راس‌هایشان به شکل {\displaystyle \mathbf {G} =m_{1}\mathbf {b} _{1}{+}m_{2}\mathbf {b} _{2}{+}m_{3}\mathbf {b} _{3}}, می‌شود، که {\displaystyle m_{j}} اعداد صحیح هستند شبکه وارون نیز یک شبکه براوه است زیرا از ترکیبات صحیح بردارهای اولیه تشکیل می‌شود که در این حالت{\displaystyle \mathbf {b} _{1}} ، {\displaystyle \mathbf {b} _{2}} ، و {\displaystyle \mathbf {b} _{3}} می‌باشند. سپس یک محاسبات ساده نشان می‌دهد که برای هر موج صفحه‌ای با بردار موج {\displaystyle \mathbf {G} } در شبکه وارون، تغییر کل فاز {\displaystyle \mathbf {G} \cdot \mathbf {R} } بین مبدأ و هر نقطه {\displaystyle \mathbf {R} } روی شبکه مستقیم ضریبی از {\displaystyle 2\pi } است (که ممکت است صفر شود اگر ضریب صفر باشد)، بنابراین فاز صفحه موج با {\displaystyle \mathbf {G} } لزوماً برای هر رأس شبکه مستقیم برابر است، مطابق با تعریف شبکه وارون بالا. (اگرچه هر بردار موجی {\displaystyle \mathbf {G} } در شبکه وارون همیشه این شکل را به خود می‌گیرد، این مشتقات انگیزشی است، نه دقیق، زیرا اثبات این که ممکن است اتفاقات دیگری بیفتد را حذف کرده‌است)
منطقه بریلوین یک سلول ابتدایی (به‌طور خاص یک سلول ویگنر-سایتز) از شبکه وارون است که به دلیل قضیه بلوخ نقش اساسی در فیزیک حالت جامد دارد. در ریاضیات محض، فضای دوگانه اشکال خطی و شبکه دوگانه، تعمیم انتزاعی تری از فضای وارون و شبکه وارون فراهم می‌کند.

## توضیحات ریاضی

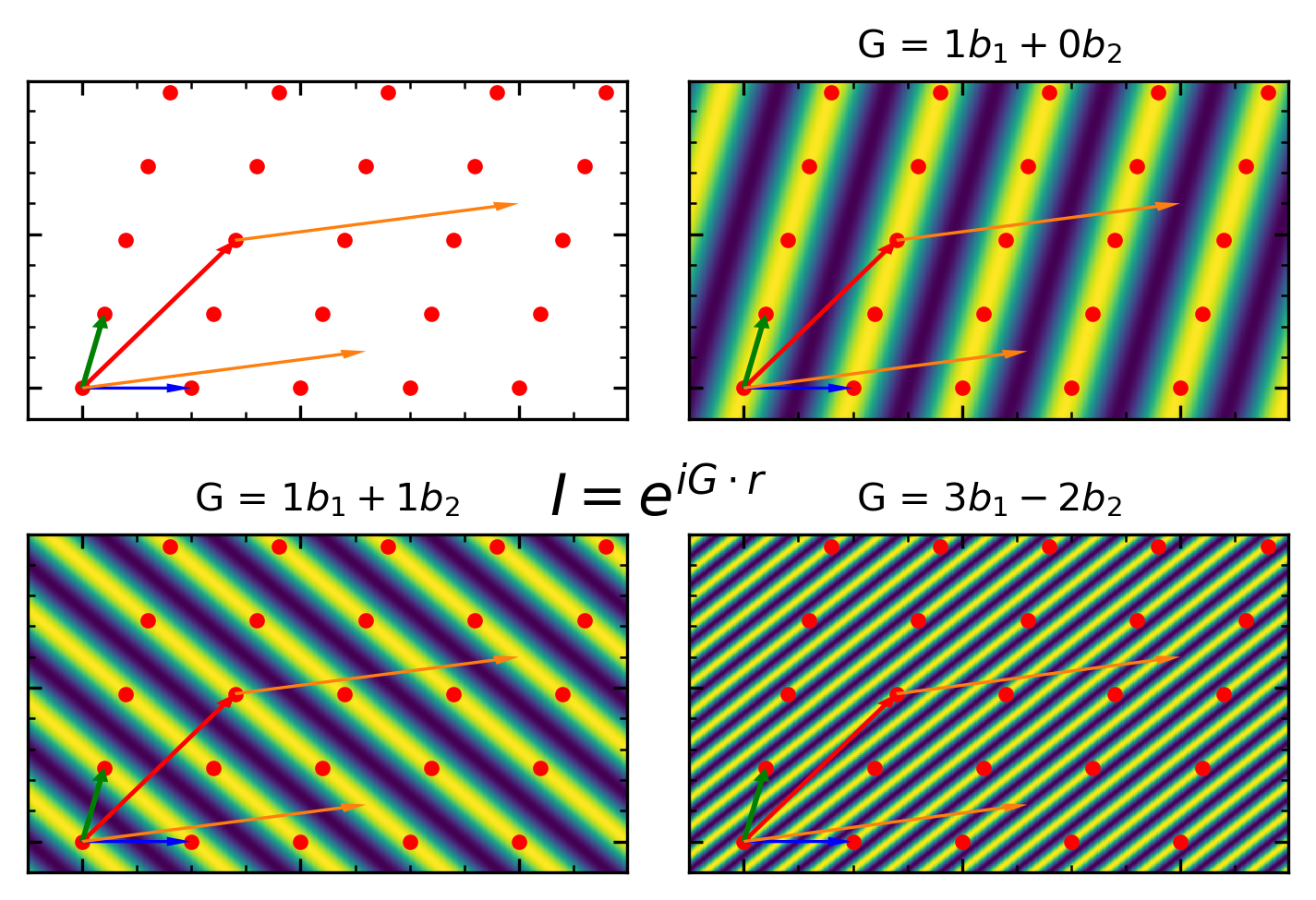
نشان دادن رابطه بین شبکه واقعی و متقابل. یک شبکه دو بعدی فضایی واقعی (نقاط قرمز) با بردارهای اولیه و به ترتیب با فلش‌های آبی و سبز نشان داده می‌شوند. در بالای آن، امواج سطحی شکلhttps://wikimedia.org/api/rest_v1/media/math/render/svg/47c02876a4c1fa7556a29ea241b2262e90a732c5 ترسیم می‌شوند. از این می‌بینیم که وقتی هر ترکیب عدد صحیحی از مبنای بردار شبکه متقابل است و (یعنی هر بردار شبکه متقابل)، امواج صفحه حاصله دارای تناوب یکسانی با شبکه هستند - یعنی هر ترجمه از نقطه (نارنجی نشان داده شده‌است) تا یک نقطه (قرمز نشان داده شده‌است)، مقدار موج صفحه یکسان است. این امواج صفحه را می‌توان با هم جمع کرد و رابطه فوق همچنان اعمال می‌شود.

با فرض یک شبکه براوه سه بعدی و نامیدن هر بردار شبکه (بردار نشان دهنده یک نقطه شبکه) توسط زیرنویس {\displaystyle n=(n_{1},n_{2},n_{3})} به عنوان یک مجموعه ۳ تایی اعداد صحیح،
{\displaystyle \mathbf {R} _{n}=n_{1}\mathbf {a} _{1}+n_{2}\mathbf {a} _{2}+n_{3}\mathbf {a} _{3}}
{\displaystyle \mathbb {Z} } مجموعه اعداد صحیح و {\displaystyle \mathbf {a} _{i}} یک بردار انتقال ابتدایی یا به اختصار بردار اولیه است. فرض کنید {\displaystyle f(\mathbf {r} )} تابعی است که در آن {\displaystyle \mathbf {r} } بردار موقعیت از مبدأ {\displaystyle \mathbf {R} _{n}=0} نسبت به هر موقعیتی است، اگر {\displaystyle f(\mathbf {r} )} از تناوب این شبکه پیروی می‌کند، مثلاً تابعی که چگالی الکتریکی در یک کریستال اتمی را توصیف می‌کند، بهتر است که {\displaystyle f(\mathbf {r} )} را به مانند یک سری فوریه چند بعدی نوشت:
{\displaystyle \sum _{m}{f_{m}e^{i\mathbf {G} _{m}\cdot \mathbf {r} }}=f\left(\mathbf {r} \right)}
جایی که اکنون زیرنویس {\displaystyle m=(m_{1},m_{2},m_{3})} ، بنابراین این یک مجموع سه تایی است.
درحالی که {\displaystyle f(\mathbf {r} )} از تناوب شبکه پیروی می‌کند، انتقال {\displaystyle \mathbf {r} } توسط هر بردار شبکه {\displaystyle \mathbf {R} _{n}}ای، همان مقدار قبلی را بدست خواهیم آورد، بنابراین
{\displaystyle f(\mathbf {r} +\mathbf {R} _{n})=f(\mathbf {r} ).}
با توصیف کردن تابع فوق بر حسب توابع فوریه خواهیم داشت{\displaystyle \sum _{m}{f_{m}e^{i\mathbf {G} _{m}\cdot \mathbf {r} }}=\sum _{m}{f_{m}e^{i\mathbf {G} _{m}\cdot (\mathbf {r} +\mathbf {R} _{n})}}=\sum _{m}{f_{m}e^{i\mathbf {G} _{m}\cdot \mathbf {R} _{n}}\,e^{i\mathbf {G} _{m}\cdot \mathbf {r} }}.}به دلیل این که برابری دو سری فوریه به معنای برابری ضریب‌های آنهاست، {\displaystyle e^{i\mathbf {G} _{m}\cdot \mathbf {R} _{n}}=1} ، که فقط وقتی صدق می‌کند که
{\displaystyle \mathbf {G} _{m}\cdot \mathbf {R} _{n}=2\pi N} که در آن {\displaystyle N\in \mathbb {Z} .}.
از نظر ریاضی، شبکه وارون، مجموعه همه بردارهای {\displaystyle \mathbf {G} _{m}} است، که بردارهای موجی از موج‌های صفحه‌ای در سری فوریه یک تابع فضایی هستند که تناوب آن مانند تناوب یک شبکه مستقیم به عنوان مجموعه همه بردارهای موقعیت نقطه شبکه مستقیم یکسان است. {\displaystyle \mathbf {R} _{n}}، و {\displaystyle \mathbf {G} _{m}} این برابری را برای همه برآورده کنید {\displaystyle \mathbf {R} _{n}}. هر موج صفحه‌ای در سری فوریه فاز یکسانی دارد (در واقع اگر ضریب {\displaystyle 2\pi } آن‌ها متفاوت باشند، فرق خواهند کرد) در تمام نقاط شبکه {\displaystyle \mathbf {R} _{n}} .
همان‌طور که در بخش سری فوریه چند بعدی نشان داده شده‌است، {\displaystyle \mathbf {G} _{m}} را می‌توان به فرم {\displaystyle \mathbf {G} _{m}=m_{1}\mathbf {b} _{1}+m_{2}\mathbf {b} _{2}+m_{3}\mathbf {b} _{3}} انتخاب کرد که در آن {\displaystyle \mathbf {a} _{i}\cdot \mathbf {b} _{j}=2\pi \,\delta _{ij}}. با این فرم، شبکه وارون به عنوان مجموعه تمام بردارهای موج {\displaystyle \mathbf {G} _{m}} برای سری فوریه یک تابع فضایی که تناوب آن به دنبال دارد {\displaystyle \mathbf {R} _{n}} ، خود یک شبکه براوه است زیرا از ترکیب اعداد صحیح بردارهای انتقال اولیه خود تشکیل می‌شود. {\displaystyle \left(\mathbf {b_{1}} ,\mathbf {b} _{2},\mathbf {b} _{3}\right)} و وارون شبکه وارون، شبکه اصلی است که دوگانگی پنتریجین فضاهای برداری مربوط به آن را نشان می‌دهد. (ممکن است فرم دیگری از {\displaystyle \mathbf {G} _{m}} وجود داشته باشد. هر فرم معتبر دیگری از{\displaystyle \mathbf {G} _{m}} همان نتیجه قبلی شبکه وارون می‌شود)

### دو بعدی
برای یک شبکه دو بعدی بی‌نهایت، که توسط بردارهای اولیه آن تعریف می‌شود {\displaystyle \left(\mathbf {a} _{1},\mathbf {a} _{2}\right)} ، شبکه وارون آن را می‌توان با تولید دو بردار اولیه وارون آن از طریق فرمول‌های زیر تعیین کرد:
{\displaystyle \mathbf {G} _{m}=m_{1}\mathbf {b} _{1}+m_{2}\mathbf {b} _{2}}
که {\displaystyle m_{i}} یک عدد صحیح است و
{\displaystyle {\begin{aligned}\mathbf {b} _{1}&=2\pi {\frac {-\mathbf {Q} \,\mathbf {a} _{2}}{-\mathbf {a} _{1}\cdot \mathbf {Q} \,\mathbf {a} _{2}}}=2\pi {\frac {\mathbf {Q} \,\mathbf {a} _{2}}{\mathbf {a} _{1}\cdot \mathbf {Q} \,\mathbf {a} _{2}}}\\\mathbf {b} _{2}&=2\pi {\frac {\mathbf {Q} \,\mathbf {a} _{1}}{\mathbf {a} _{2}\cdot \mathbf {Q} \,\mathbf {a} _{1}}}\end{aligned}}}
اینجا {\displaystyle \mathbf {Q} } نشان دهنده یک ماتریس چرخش ۹۰ درجه است، به عنوان مثال یک چهارم چرخش. چرخش پادساعتگرد و چرخش ساعتگرد هر دو می‌توانند برای تعیین شبکه وارون استفاده شوند: اگر {\displaystyle \mathbf {Q} } چرخش پادساعتگرد باشد و {\displaystyle \mathbf {Q'} } چرخش ساعتگرد باشد، {\displaystyle \mathbf {Q} \,\mathbf {v} =-\mathbf {Q'} \,\mathbf {v} } برای همه بردارها {\displaystyle \mathbf {v} } است؛ بنابراین، با استفاده از جایگشت
{\displaystyle \sigma ={\begin{pmatrix}1&2\\2&1\end{pmatrix}}}
بدست می‌آید:
{\displaystyle {\begin{aligned}\mathbf {b} _{n}=2\pi {\frac {\mathbf {Q} \,\mathbf {a} _{\sigma (n)}}{\mathbf {a} _{n}\cdot \mathbf {Q} \,\mathbf {a} _{\sigma (n)}}}=2\pi {\frac {\mathbf {Q} '\,\mathbf {a} _{\sigma (n)}}{\mathbf {a} _{n}\cdot \mathbf {Q} '\,\mathbf {a} _{\sigma (n)}}}.\end{aligned}}}
قابل توجه است که در یک فضای سه بعدی، این شبکه دوبعدی وارون مجموعه ای بی‌نهایت گسترده از میله — براگ است که توسط سونگ و همکارانش توضیح داده شده‌است.

### سه بعدی
برای یک شبکه سه بعدی بی‌نهایت {\displaystyle \mathbf {R} _{n}=n_{1}\mathbf {a} _{1}+n_{2}\mathbf {a} _{2}+n_{3}\mathbf {a} _{3}} ، که توسط بردارهای اولیه آن {\displaystyle \left(\mathbf {a_{1}} ,\mathbf {a} _{2},\mathbf {a} _{3}\right)} تعریف می‌شود و پانویس اعداد صحیح {\displaystyle n=\left(n_{1},n_{2},n_{3}\right)} ، شبکه وارون آن {\displaystyle \mathbf {G} _{m}=m_{1}\mathbf {b} _{1}+m_{2}\mathbf {b} _{2}+m_{3}\mathbf {b} _{3}} با زیرنویس عدد صحیح{\displaystyle m=(m_{1},m_{2},m_{3})} را می‌توان با تولید سه بردار اولیه وارون آن {\displaystyle \left(\mathbf {b_{1}} ,\mathbf {b} _{2},\mathbf {b} _{3}\right)} تعیین کرد  {\displaystyle {\begin{aligned}\mathbf {b} _{1}&={\frac {2\pi }{V}}\ \mathbf {a} _{2}\times \mathbf {a} _{3}\\\mathbf {b} _{2}&={\frac {2\pi }{V}}\ \mathbf {a} _{3}\times \mathbf {a} _{1}\\\mathbf {b} _{3}&={\frac {2\pi }{V}}\ \mathbf {a} _{1}\times \mathbf {a} _{2}\end{aligned}}}که{\displaystyle V=\mathbf {a} _{1}\cdot \left(\mathbf {a} _{2}\times \mathbf {a} _{3}\right)=\mathbf {a} _{2}\cdot \left(\mathbf {a} _{3}\times \mathbf {a} _{1}\right)=\mathbf {a} _{3}\cdot \left(\mathbf {a} _{1}\times \mathbf {a} _{2}\right)}محصول سه‌گانه اسکالر است . انتخاب {\displaystyle \left(\mathbf {b_{1}} ,\mathbf {b} _{2},\mathbf {b} _{3}\right)} برای این است که{\displaystyle \mathbf {a} _{i}\cdot \mathbf {b} _{j}=2\pi \,\delta _{ij}} را به عنوان شرط معرفی کنیم (ممکن است شرایط دیگری وجود داشته باشد) بردارهای انتقال اولیه برای شبکه وارون که در رویکرد ابتکاری بالا و بخش سری فوریه چند بعدی به دست آمده‌است. این انتخاب همچنین نیاز شبکه وارون {\displaystyle e^{i\mathbf {G} _{m}\cdot \mathbf {R} _{n}}=1} را برآورده می‌کند به صورت ریاضی در بالا بدست آمد. با استفاده از نمایش بردار ستونی بردارهای اولیه (مقابله)، فرمول‌های بالا را می‌توان با استفاده از وارونگی ماتریس بازنویسی کرد:
{\displaystyle \left[\mathbf {b} _{1}\mathbf {b} _{2}\mathbf {b} _{3}\right]^{\mathsf {T}}=2\pi \left[\mathbf {a} _{1}\mathbf {a} _{2}\mathbf {a} _{3}\right]^{-1}.}
این روش به تعریف متوسل می‌شود و امکان تعمیم به ابعاد دلخواه را می‌دهد. ضرب خارجی در کریستالوگرافی غالب است.
تعریف فوق را تعریف «فیزیک» می‌نامند، به عنوان عامل{\displaystyle 2\pi } به‌طور طبیعی از مطالعه ساختارهای دوره ای ناشی می‌شود. یک تعریف اساساً معادل، تعریف «بلورنگار»، از تعریف شبکه متقابل ناشی می‌شود. {\displaystyle \mathbf {K} _{m}=\mathbf {G} _{m}/2\pi } . که بردارهای اولیه متقابل را تغییر می‌دهد
{\displaystyle \mathbf {b} _{1}={\frac {\mathbf {a} _{2}\times \mathbf {a} _{3}}{\mathbf {a} _{1}\cdot \left(\mathbf {a} _{2}\times \mathbf {a} _{3}\right)}}}
و به همین ترتیب برای سایر بردارهای اولیه. تعریف کریستالوگراف این مزیت را دارد که تعریف {\displaystyle \mathbf {b} _{1}} فقط مقدار وارون {\displaystyle \mathbf {a} _{1}} در جهت {\displaystyle \mathbf {a} _{2}\times \mathbf {a} _{3}}، بدون عامل {\displaystyle 2\pi } می‌باشد. این می‌تواند برخی روابط ریاضی خاصی را ساده کند و ابعاد شبکه وارون را در واحدهای فرکانس فضایی بیان می‌کند. اینکه کدام تعریف از شبکه استفاده شود، به شرطی که این دو با هم قاطی نشوند، بستگی به سلیقه دارد. دلبخواه است.
{\displaystyle m=(m_{1},m_{2},m_{3})} به‌طور متعارف به عنوان {\displaystyle (h,k,l)} یا {\displaystyle (hkl)} نوشته می‌شود که به آن اندیس میلر گفته می‌شود؛ {\displaystyle m_{1}} با {\displaystyle h} جایگزین می‌شود ، {\displaystyle m_{2}} جایگزین شده با {\displaystyle k} ، و  {\displaystyle m_{3}} جایگزین شده با {\displaystyle l} . هر نقطه شبکه در شبکه وارون مربوط به مجموعه ای از صفحات شبکه است {\displaystyle (hkl)} در شبکه فضایی واقعی (صفحه شبکه صفحه ای است که از نقاط شبکه عبور می‌کند) جهت بردار شبکه وارون مطابق با صفحات فضایی عمود به فضای واقعی است. مقدار بردار شبکه وارون {\displaystyle \mathbf {K} _{m}} در طول وارون داده می‌شود و برابر است با فاصله وارون بین صفحات فضایی واقعی.

### ان بعدی
فرمول برای {\displaystyle n} بعدی را می‌توان این گونه بدست آورد که فرض شود یک بردار فضایی واقعی ان بعدی {\displaystyle V} با یک پایه{\displaystyle (\mathbf {a} _{1},\ldots ,\mathbf {a} _{n})} و یک محصول درونی {\displaystyle g\colon V\times V\to \mathbf {R} } . بردارهای شبکه وارون به‌طور منحصر به فرد توسط فرمول تعیین {\displaystyle g(\mathbf {a} _{i},\mathbf {b} _{j})=2\pi \delta _{ij}} می‌شوند. با استفاده از جایگشت
{\displaystyle \sigma ={\begin{pmatrix}1&2&\cdots &n\\2&3&\cdots &1\end{pmatrix}},}
آنها را می‌توان با فرمول زیر تعیین کرد:
{\displaystyle \mathbf {b} _{i}=2\pi {\frac {\epsilon _{\sigma ^{1}i\ldots \sigma ^{n}i}}{\omega (\mathbf {a} _{1},\ldots ,\mathbf {a} _{n})}}g^{-1}(\mathbf {a} _{\sigma ^{n-1}i}\,\lrcorner \ldots \mathbf {a} _{\sigma ^{1}i}\,\lrcorner \,\omega )\in V}
اینجا، {\displaystyle \omega \colon V^{n}\to \mathbf {R} } فرم حجمی است ، {\displaystyle g^{-1}} معکوس ایزومورفیسم فضای برداری است {\displaystyle {\hat {g}}\colon V\to V^{*}} تعریف شده بوسیلهٔ {\displaystyle {\hat {g}}(v)(w)=g(v,w)} و {\displaystyle \lrcorner } نشان دهنده ضرب درونی است.
ثابت می‌شد که این فرمول برابر با فرمول‌های شناخته شده در فضای دو یا سه بعدی با استفاده از حقایق زیر می‌باشد: در سه بعدی، {\displaystyle \omega (u,v,w)=g(u\times v,w)} و در دو بعد {\displaystyle \omega (u,v,w)=g(u\times v,w)} ، جایی که {\displaystyle R\in {\text{SO}}(2)\subset L(V,V)} چرخش ۹۰ درجه است (درست مانند فرم حجم، زاویه اختصاص داده شده به یک چرخش به انتخاب جهت بستگی دارد).

## شبکه‌های وارون از کریستال‌های مختلف
شبکه‌های وارون برای سیستم کریستالی مکعبی به شرح زیر است.

### شبکه مکعبی ساده
شبکه ساده مکعبی براوه، با سلول اولیه مکعبی با ضلع {\displaystyle a}، برای وارونش دارای یک شبکه مکعبی ساده با یک سلول ابتدایی مکعبی است که ضلع آن {\textstyle {\frac {2\pi }{a}}} (یا {\textstyle {\frac {1}{a}}} در تعریف کریستالوگراف) است؛ بنابراین گفته می‌شود که شبکه مکعبی خود دوگان است و همان تقارنی که در فضای وارون دارد را در فضای واقعی دارد.

### شبکه مکعبی وجهی محور (اف سی سی).
شبکه متقابل به یک شبکه اف سی سی، شبکه مکعبی (بی سی سی) بدنه محور است، با یک طرف مکعبی از {\textstyle {\frac {4\pi }{a}}} .
یک سلول واحد ترکیبی اف سی سی را در نظر بگیرید. یک سلول واحد ابتدایی اف سی سی را پیدا کنید. به عنوان مثال، یک سلول واحد با یک نقطه شبکه. اکنون یکی از رئوس سلول واحد اولیه را به عنوان مبدأ در نظر بگیرید. بردارهای پایه شبکه واقعی را ارائه دهید. سپس از فرمول‌های شناخته شده، می‌توانید بردارهای پایه شبکه متقابل را محاسبه کنید. این بردارهای شبکه متقابل اف سی سی نشان دهنده بردارهای پایه یک شبکه واقعی بی سی سی هستند. توجه داشته باشید که بردارهای پایه یک شبکه بی سی سی واقعی و شبکه متقابل یک اف سی سی از نظر جهت به یکدیگر شباهت دارند اما نه از نظر بزرگی.

### شبکه مکعبی بدنه محور (بی سی سی).
شبکه متقابل به شبکه بی سی سی، شبکه اف سی سی است، با ضلع مکعبی {\textstyle {\frac {4\pi }{a}}} . می‌تواند ثابت شود که فقط شبکه‌های براوه که ۹۰ درجه بین {\displaystyle \left(\mathbf {a} _{1},\mathbf {a} _{2},\mathbf {a} _{3}\right)} (مکعب، چهار ضلعی، متعامد) وجود دارد دارای بردارهای انتقال اولیه برای شبکه وارون، {\displaystyle \left(\mathbf {b} _{1},\mathbf {b} _{2},\mathbf {b} _{3}\right)} موازی با بردارهای فضای واقعی آنها هستند.

### شبکه شش ضلعی ساده
وارون یک شبکه براوه شش ضلعی ساده با ثابت‌های شبکه {\textstyle a} و {\textstyle c} یک شبکه شش ضلعی ساده دیگر با ثابت‌های شبکه {\textstyle {\frac {2\pi }{c}}} و {\textstyle {\frac {4\pi }{a{\sqrt {3}}}}} است که ۹۰ درجه حول محور c نسبت به شبکه مستقیم چرخیده‌است؛ بنابراین می‌گوییم که شبکه شش ضلعی ساده دارای دوگان خودش است یا به عبارتی دیگر خود دوگان است و همان تقارنی را که در فضای واقعی دارد، در فضای وارون نیز دارد. بردارهای انتقال اولیه برای این بردارهای شبکه براویس شش ضلعی ساده هستند {\displaystyle a_{1}=(3^{1/2}a/2){\hat {x}}+(a/2){\hat {y}}} ، {\displaystyle a_{2}=-(3^{1/2}a/2){\hat {x}}+(a/2){\hat {y}}} ، و {\displaystyle a_{3}=c{\hat {z}}}.

## مجموعه خودسرانه اتم‌ها

سایه شبکه متقابل کربن-پنتاکون با وجه ۱۱۸ اتمی که هنگام تقاطع کره اوالد به رنگ قرمز در پراش روشن می‌شود.

یکی از مسیرهای شبکه وارون مجموعه ای دلخواه از اتم‌ها، از ایده امواج پراکنده در حد فراونهوفر (مسافت طولانی یا فصل فوکوس پشتی لنز) به عنوان مجموع دامنه‌های سبک هویگنس از همه نقاط پراکندگی (در این مورد از هر اتم منفرد). این مجموع با دامنه مختلط نشان داده می‌شود {\displaystyle F} در معادله زیر، زیرا تبدیل فوریه (به عنوان تابعی از فرکانس مکانی یا فاصله وارون) یک پتانسیل پراکندگی مؤثر در فضای مستقیم نیز می‌باشد:
{\displaystyle F[{\vec {g}}]=\sum _{j=1}^{N}f_{j}\!\left[{\vec {g}}\right]e^{2\pi i{\vec {g}}\cdot {\vec {r}}_{j}}.}
در اینجا g = q /(2π) بردار پراکندگی q در واحدهای کریستالوگراف است، N تعداد اتم‌ها، fj [g ] ضریب پراکندگی اتمی برای اتم j و بردار پراکندگی g است، در حالی که r j بردار موقعیت اتم جی است. توجه داشته باشید که فاز فوریه به انتخاب فرد برای مبدأ مختصات بستگی دارد.
برای حالت خاص یک کریستال تناوبی نامتناهی، دامنه پراکنده F = MF hkl از سلول‌های واحد M (مانند موارد بالا) فقط برای مقادیر صحیح غیر صفر است. {\displaystyle (hkl)} ، که در آن
{\displaystyle F_{hkl}=\sum _{j=1}^{m}f_{j}\left[g_{hkl}\right]e^{2\pi i\left(hu_{j}+kv_{j}+lw_{j}\right)}}
وقتی j=۱، اتم‌های m در داخل سلول واحد وجود دارد که شاخصهای شبکه کسری آنها به ترتیب {u j, v j, w j } هستند. برای در نظر گرفتن اثرات ناشی از اندازه کریستال محدود، البته باید از یک پیچش شکل برای هر نقطه یا معادله بالا برای یک شبکه محدود استفاده شود.
چه آرایه اتم‌ها متناهی باشد یا نامتناهی، می‌توان یک «شبکه وارون شدت» [g] را نیز تصور کرد که از طریق رابطه معمولی I = F * F به شبکه دامنه F مربوط می‌شود که در آن F * مزدوج مختلط F است. از آنجایی که تبدیل فوریه برگشت‌پذیر است، البته، این عمل تبدیل به شدت، اطلاعات «همه به جز لحظه دوم» (یعنی فاز) را به بیرون پرتاب می‌کند؛ بنابراین در مورد مجموعه دلخواه اتم‌ها، شدت شبکه متقابل به صورت زیر است:
{\displaystyle I[{\vec {g}}]=\sum _{j=1}^{N}\sum _{k=1}^{N}f_{j}\left[{\vec {g}}\right]f_{k}\left[{\vec {g}}\right]e^{2\pi i{\vec {g}}\cdot {\vec {r}}_{\!\!\;jk}}.}
در اینجا r jk جدایی برداری بین اتم j و اتم k است. همچنین می‌توان از این برای پیش‌بینی تأثیر شکل نانوکریستالیت، و تغییرات ظریف در جهت‌گیری پرتو، بر پیک‌های پراش شناسایی‌شده استفاده کرد، حتی اگر در برخی جهات خوشه فقط یک اتم ضخامت داشته باشد. در سمت پایین، محاسبات پراکندگی با استفاده از شبکه متقابل اساساً یک موج صفحه فرود را در نظر می‌گیرند؛ بنابراین پس از اولین نگاه به اثرات شبکه متقابل (پراکندگی سینماتیک)، اثرات گسترش پرتو و پراکندگی چندگانه (یعنی دینامیکی) نیز ممکن است مهم باشد.

## تعمیم یک شبکه دوگانه
در واقع دو نسخه در ریاضیات از مفهوم شبکه دوگانه انتزاعی، برای یک شبکه معین L در فضای برداری واقعی V، با بعد متناهی وجود دارد.
اولی که مستقیماً ساختار شبکه متقابل را تعمیم می‌دهد، از تحلیل فوریه استفاده می‌کند. ممکن است به سادگی از نظر دوگانگی پنتریجین بیان شود. گروه دوگانه V ^ تا V دوباره یک فضای برداری واقعی است و زیر گروه بسته آن L ^ dual to L یک شبکه در V ^ است؛ بنابراین، L ^ کاندیدای طبیعی برای شبکه دوگانه، در فضای برداری متفاوت (با همان بعد) است.
جنبه دیگر در حضور یک فرم درجه دوم Q در V دیده می‌شود. اگر غیر منحط باشد، امکان شناسایی فضای دوگانه V * از V با V را فراهم می‌کند. رابطه V * به V ذاتی نیست. بستگی به انتخاب اندازه هار (عنصر حجمی) روی V دارد. اما با توجه به شناسایی این دو، که در هر صورت تا حد اسکالر به خوبی تعریف شده‌است، وجود Q به شخص اجازه می‌دهد تا با شبکه دوگانه به L صحبت کند در حالی که در V باقی می‌ماند.
در ریاضیات، شبکه دوگان یک شبکه معین L در یک گروه توپولوژیکی فشرده محلی آبلیانی G، زیرگروه L * از گروه دوگان G است که شامل همه کاراکترهای پیوسته که در هر نقطه از L برابر با یک هستند، است.
در ریاضیات گسسته، شبکه مجموعه‌ای از نقاط گسسته‌است که توسط تمام ترکیبات خطی انتگرالی از بردارهای مستقل خطی n بعدی در Rn توصیف می‌شود . شبکه دوگان سپس با تمام نقاط در گستره خطی شبکه اصلی (معمولاً همه Rn) با این ویژگی که یک عدد صحیح از حاصلضرب داخلی با همه عناصر شبکه اصلی ایجاد می‌شود، تعریف می‌شود. نتیجه می‌شود که دوگان شبکه دوگان همان شبکه اصلی است.
به علاوه، اگر اجازه دهیم ماتریس B دارای ستون‌هایی با نام بردارهای مستقل خطی باشد که شبکه را توصیف می‌کند، ماتریس
{\displaystyle A=B\left(B^{\mathsf {T}}B\right)^{-1}}دارای ستون‌هایی از بردارها است که شبکه دوگانه را توصیف می‌کند.